# 许继慎
许继慎（1901年3月10日—1931年11月），原名许绍周，字谨生，中国安徽六安石堰乡土门店人。中国工农红军早期将领之一。
许继慎毕业于黄埔军校第一期，先后参加国民革命军东征和北伐战争，并历任叶挺独立团营长和团参谋长。第一次国共内战时期，任中国工农红军第一军军长、鄂豫皖特委委员、红11师师长。1931年11月在“白雀园大肃反”中，由张国焘等審判，處決於河南光山白雀園。

## 生平

### 早期经历
1919年，许继慎参加了五四运动。1920年到安庆，考入省立第一甲种工业学校。不久，转入安徽省立第一师范。1921年4月，许继慎加入中国社会主义青年团。同年6月，被选为安徽省学生联合会常委兼联络部部长，参与领导学生运动。1922年秋，许继慎当选为安徽省学生联合会常务委员兼联络部长。1923年秋，许继慎被迫逃亡上海，进入上海大学学习。
1924年，许继慎考入黄埔军校第一期，同年加入中国共产党，是军校“中国青年军人联合会”的主要领导人之一。毕业后，历任任排长、第三期入伍生队六连副连长、连长、国民革命军第一军第三师第七团党代表办公室少校干事，学生队队长、广州国民政府高级训练班第二中队中队长。1925年，参加了第一、第二次东征。同年10月，调任国民革命军第一军第3师第7团少校干事。中山舰事件后，许继慎被调往政治训练班第2中队任队长。国民革命军北伐开始后，许任国民革命军第四军叶挺独立团第二营营长，参加了汀泗桥、贺胜桥等战役，身负重伤。同年冬，任团参谋长。1927年春，许继慎调任第25师第72团团长。5月，率部平定夏斗寅叛乱，再次负伤。

### 第一次国共内战时期
中国国民党分共之后，许继慎转入秘密活动，至上海的中共中央军委机关工作。1930年3月，被派往鄂豫皖苏区，负责领导当地武装部队，任红一军军长。在许继慎等指挥下，红一军毙伤俘国军7000多人，发展到5000多人，相继取得英山、四姑墩、光山、金家寨、香火岭等战斗的胜利。12月，国军对鄂豫皖苏区发动第一次围剿，许继慎在鲜花岭采用灵活机动的战略战术，诱敌深入，集中优势兵力，全歼国军3个团达3000余人。1931年1月，红一军与红十五军合编为红四军，许因与中共中央新派来的旷继勋出现矛盾，降职担任红十一师师长，后调任红十二师师长。随后，许继慎西出平汉路，袭击李家集、柳林站，并全歼国军第12师的一个旅，俘获两千余人:132。该战役后，国军调动第6、31、34师开始夹击红四军；而红四军则派出六个团南袭位于双桥镇的34师，击溃上千人，并俘获该师师长岳维峻等五千余人:134-135，红四军的第一次反围剿战争结束。
1931年4月，第二次围剿战争爆发，蒋中正任命何应钦为南昌行营主任，主持对红军的围剿，并要求在次月前清剿鄂豫皖苏区红军:139。其中派有北部吉鸿昌的第30、31、33师，以及南部夏斗寅、蕭之楚的两个师:140。吉鸿昌无意与红军交战，并派人与红军谈判:142。红四军则在独山镇中全歼陈调元部两千余人:141；后南下围攻黄安附近的桃花镇，用围点打援战术伏击两个团，并占领桃花镇:142。在第二次反围剿战争前，张国焘被派往鄂豫皖苏区主持工作，期间因部队是否南下问题，与许继慎等发生矛盾:144。1931年11月，国民政府将领曾扩情派人送信与许，希望离间他。由張國燾審判後，處決许继慎、周维炯等人，并杀死许继慎已怀孕的妻子王望春。張國燾於《我的回憶》第十六篇第六章<整肅>一文所述：“後來據中央分局的統計，這次的肅反案，被捕者約六百人，軍人佔三分之一；實際被整肅的有許繼盛（慎）等百餘人，其中判死刑者約三十人，判處各種刑期的徒刑者約百人”。此事件，史稱“白雀園大肅反”。抗日战争时期，国民政府将领冷欣曾对陈毅说道：“我们在鄂豫皖略施小计，你们便杀了许继慎，当时，我们还不相信呢。”1945年，中国共产党第七次全国代表大会为其平反，恢复名誉。1989年，许继慎追认为中国人民解放军军事家。